# Mulumebet Dana
 (janvier 2023).
Si vous disposez d'ouvrages ou d'articles de référence ou si vous connaissez des sites web de qualité traitant du thème abordé ici, merci de compléter l'article en donnant les références utiles à sa vérifiabilité et en les liant à la section « Notes et références ».
 (janvier 2023).
République fédérale démocratique d'Éthiopie
Mulumebet Dana  (Ge'ez : ሙሉእመቤት ዳና) est une des 112 membres de la Chambre de la fédération éthiopienne. Elle est une des 54 conseillers de l'État des nations, nationalités et peuples du sud et représente le peuple Tembara.